# Cantone di Champtoceaux
Il Cantone di Champtoceaux era una divisione amministrativa dell'arrondissement di Cholet.
È stato soppresso a seguito della riforma complessiva dei cantoni del 2014, che è entrata in vigore con le elezioni dipartimentali del 2015.
Comprendeva i comuni di:
- Bouzillé
- Champtoceaux
- Drain
- Landemont
- Liré
- Saint-Christophe-la-Couperie
- Saint-Laurent-des-Autels
- Saint-Sauveur-de-Landemont
- La Varenne